# Martín Rodríguez Arellano
Martín Rodríguez Arellano es escritor en lengua ayuuk o mixe, promotor cultural, traductor, perito cultural y abogado defensor en derechos indígenas. Es originario de la comunidad de Santa María Puxmetacan, Oaxaca. Entre sus publicaciones destacan los libros: Xëëw wintsëëkë ajt nmooyëm / Las ofrendas al sol (2021) y Mokpaak. Ayuuk ja’y miaytyaaky. Los granos del maíz (2008). Ha sido coordinador de diversas antologías en lenguas indígenas u originarias, además ha colaborado con narraciones y poemas en diferentes revistas y diarios.

## Biografía
Martín Rodríguez es originario de la comunidad de Santa María Puxmetacan, distrito de San Juan Cotzocón, Oaxaca, es ayuuk ja'ay (mixe), hablante de la lengua mixe, desde muy joven migró a la Ciudad de México, en donde estudió y ha trabajado por mejorar las condiciones de las personas indígenas, por medio de la defensa legal y la difusión de la cultura.
Rodríguez Arellano es egresado de la "Licenciatura en Derecho por la Universidad Nacional Autónoma de México (UNAM)"y  maestro por la Universidad Autónoma Metropolitana, en donde fue reconocido con tres preseas: al mérito académico; mejor tesis: "La propiedad intelectual colectiva en México", y por su pertenencia al pueblo mixe.
Debido a su interés por los derechos indígenas ha tomado diferentes diplomados y certificados en derechos indígenas y, como parte de su inquietud como escritor y promotor cultural, también se ha capacitado en la producción radiofónica, traducción en lenguas indígenas y diplomados en Literaturas indígenas contemporáneas.

## Obra
La obra de  Arellano se divide en su trabajo como abogado, escritor, intérprete-traductor y perito cultural. Como promotor cultural participó en la Centro De Estudios Antropológicos, Culturales, Artísticos, Tradicionales y Lingüísticos, A. C. (CE-ACATL), realizando reportajes para la revista y el programa de radio comunal. Rodríguez Arellano es miembro asociado desde diciembre del 2005 en la asociación de Escritores en Lenguas Indígenas, A. C, una asociación fundada por los primeros escritores indígenas de México, como Jorge Miguel Cocom Pech, Natalio Hernández, Apolonio Bartolo Ronquillo, Briceida Cuvas Cob, Juan Hernández, entre otros, la cual se desprende del movimiento de la Literatura Indígena. En dicha asociación Rodríguez se desempeñó como Presidente del Consejo Directivo. El escritor mixe también ha sido el presidente de la Organización de Traductores, Intérpretes Interculturales y Gestores en Lenguas Indígenas (OTIGLI).
Rodríguez fue becario del Fondo Nacional para la Cultura y las Artes, en el género Cuento y Novela, y becario del Programa Universitario México Nación Multicultural de la UNAM.
En el año 2016, su poema "Ka'ap/Pueblo" fue seleccionado por el Concurso 1x1 para que fuera traducido al español como parte de la convocatoria de traducción de un poema mixe al español.
Rodríguez Arellano es profesor de escritura mixe, destaca por ser profesor de varios escritores de diferentes generaciones, tanto de su lengua como impulsando a otros escritores de otras culturas, entre sus alumnos más destacados están los poetas mixes Rosario Patricio Martínez y Adrián Antonio Díaz. Igual ha asesorado a jóvenes generaciones, por invitación del FONCA ha asesorado a Juventino Gutiérrez Gómez, José Trinidad Cordero Jiménez y Cruz Alejandra Lucas Juárez. Rodríguez ha impulsado la creación de textos bilingües, presentaciones de lectura y la difusión de la lengua, porque: "Lo anterior con el objetivo de que no desaparezcan, aunado a que permita recordar valores como la paz y la hermanad y retomar los sentimientos de identidad y pertenencia que también se han olvidado", así lo dice junto a otros a los escritores mixtecos Lorenzo Hernández Ocampo y Celerina Sánchez.
El autor y profesor de origen mixe trabaja por preservar la lengua, por ello, invita a las personas a que no dejen de hablar su lengua, además de invitar a que la escriban, contribuyendo al movimiento literario de la Literatura Indígena; él dice que lo que importa es escribir aunque no haya todavía una forma estandarizada de la escritura mixe, así se expresa en una entrevista: "No existe un alfabeto estandarizado. Ese es un problema porque se ha intentado fijar una forma única pero existen múltiples variantes dialectales. Lo importante ahorita no es tanto la estandarización, lo importante ahorita es escribir, ya vendrá la nueva generación que nos corrija". En la misma entrevista, Rodríguez habla de la importancia de difundir la cultura y la Literatura Indígena, pero igual de las dificultades que atraviesa el quehacer de los escritores indígenas, incluyendo la falta de formalización de la escritura: "Uno usa el español, pero el pensamiento o la idea proviene de la tradición oral, de los mixes. Cuando uno piensa en lengua mixe se complica demasiado porque en la traducción no se debe perder la esencia. Se tiene que considerar el público al que está dirigido: o lo piensas en cultura mixe y o en cultura española. Si es un público joven, si es para adultos o para niños".
Rodríguez Arellano ha impulsado la creación en lenguas originarias, al mismo tiempo que ha organizado diferentes eventos para que la literatura indígena se dé a conocer. Como poeta y narrador ha publicado en diferentes medios electrónicos y físicos,cuentos y poesía en diferentes revistas (México Indígena, Molino de Letras, Ce Acatl, Nuni) y periódicos (La Jornada del campo y Por Esto) y en suplemento Ojarasca. Su libro Mokpaak. Ayuuk ja’y miaytyaaky. Los granos del maíz. Cuento mixe (Escritores en Lenguas Indígenas, 2007) es un relato dirigido a niños, en el que se recupera parte de los conocimientos orales del pueblo mixe, como lo es la importancia del maíz. Mientras que su libro Xëëw wintsëëkë ajt nmooyëm / Las ofrendas al sol (2021), publicado por el Instituto Nacional de Pueblos Indígenas, es un conjunto de cuentos, relatos y leyendas de la región mixe.

## Publicaciones
Libro individual
- Xëëw wintsëëkë ajt nmooyëm / Las ofrendas al sol. Ed. INPI. México, 2021.
- Mokpaak. Ayuuk ja’y miaytyaaky. Los granos del maíz. Colección Los colores del maíz, Editorial ELIAC, México, 2007.

Antologías:
- "Ap ok myatya'aky / Cuentos de los abuelos", Editorial Pluralidad Indígena, México, 2021.
- “Historias traductores indígenas de México”, Editorial Otigli. México, 2019.
- “Manantial de estrellas”.  Editorial Pluralidad indígena. México, 2018 (coautor).
- “Términos jurídicos en lenguas indígenas”. Otigli, México, 2013 (coordinador).
- “El Mundo Indígena desde la perspectiva actual. Vol II”.  Editorial Destiempos. México, 2010.
- “México: diversas lenguas, una sola Nación”. Tomo I y II”.  Editorial ELIAC. México, 2008 (coautor).
- "Los 43 poetas por Ayotzinapa". Independiente-ENAH, 2015.